# Val Venis
Pour les articles homonymes, voir Morley.
Sean Allen Morley dit Val Venis (né le 6 mars 1971 à Oakville (Ontario)) est un catcheur (lutteur professionnel) canadien. Il est principalement connu pour son travail à la World Wrestling Federation / World Wrestling Entertainment (WWF puis WWE à partir de 2002) de 1998 à 2008.
Il commence sa carrière au début des années 1990 où il lutte en Grande-Bretagne, à Porto Rico au World Wrestling Council et au Mexique au Consejo Mundial de Lucha Libre (CMLL) sous divers noms de ring. Au cours d'un de ses passages au CMLL, il remporte le championnat du monde poids lourd du CMLL.

## Jeunesse
Sean Morley a une sœur prénommée Alannah. Il est passionné de catch depuis l'enfance. Il pratique de nombreux sports durant sa jeunesse notamment du motocross et du ski freestyle et de la musculation au lycée. Il envisage de devenir pilote d'hélicoptère mais il décide de ne pas aller étudier l'aéronautique à l'université d'État du Colorado pour devenir catcheur.

## Carrière de catcheur

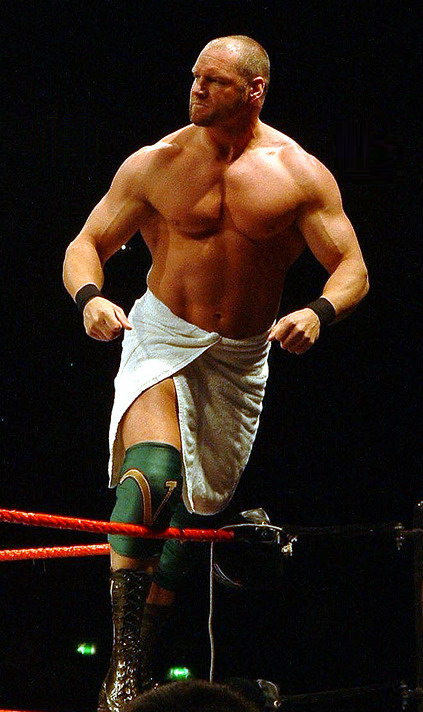
Val Venis, 2006.

### Débuts (1994-1998)
Morley s'entraîne auprès de Dewey Robertson (en) . Il part lutter en Grande-Bretagne à la British Wrestling Federation sous le nom de Scott Borders. Il y reste un an avant de retourner au Canada où il reste quelques mois. Il quitte le Canada pour aller à Porto Rico travailler au World Wrestling Council (WWC). Là-bas, il y forme avec son compatriote Shane Sewell l'équipe Canadian Glamour Boys. Ensemble, ils remportent à deux reprises le championnat par équipes de la WWC.
Il fait aussi plusieurs passages au Mexique au Consejo Mundial de Lucha Libre (CMLL) masqué sous le nom de Steel. Le 18 avril 1997 au cours du spectacle célébrant le 41e anniversaire du CMLL, il bat Rayo de Jalisco Jr. (en) et devient champion du monde poids lourd du CMLL. Il rend son titre en septembre de cette même année quand il quitte le CMLL.

### World Wrestling Federation / World Wrestling Entertainment(1998-2009)
En 1998, Sean Morley signe un contrat avec la World Wrestling Federation (WWF). Il y incarne Val Venis, un acteur de films pornographique devenu catcheur. Après plusieurs apparitions dans des vignettes entre deux matchs, il apparaît sur le ring de RAW pour la première fois le 18 mai. Ce jour-là, il bat 2 Cold Scorpio. Le 29 juin, il bat rapidement Dick Togo puis après le match il danse devant l'épouse de Yamaguchi-san (en), le manager du clan Kai En Tai (en). Les autres membres de Kai En Tai l'attaque mais Venis les met au sol.

### New Japan Pro Wrestling et circuit indépendant (2009)
Val signe à la New Japan Pro Wrestling. Son tout premier match fut contre Hiroshi Tanahashi où il est vaincu le 22 mars 2009. Il fut ensuite renvoyé.

### Total Nonstop Action Wrestling (4 janvier 2010 -  5 mars 2010)
Le 4 janvier, on le voit dans une pièce en train de jouer au poker avec les Beautiful People. Il fera ensuite une apparition à Impact le 14 janvier, où il se présente comme l'un des meilleurs éléments de la compagnie.
Le 17 janvier, lors du pay-per-view Genesis, il bat Christopher Daniels. Le 28 janvier, il perd contre Desmond Wolfe dans un match de qualification pour définir le nouvel aspirant au titre poids lourds. Le 4 mars, il attaque Jeff Jarett alors qu'il nettoyait les toilettes et fait le compte de trois pour remporter ce match improvisé. Le 5 mars 2010 il quitte la TNA (juste avant son passage le lundi) pour se consacrer à une carrière de catcheur à la CMLL (une fédération de catch (lucha libre) mexicaine).

## Palmarès

### Championnats et accomplissements

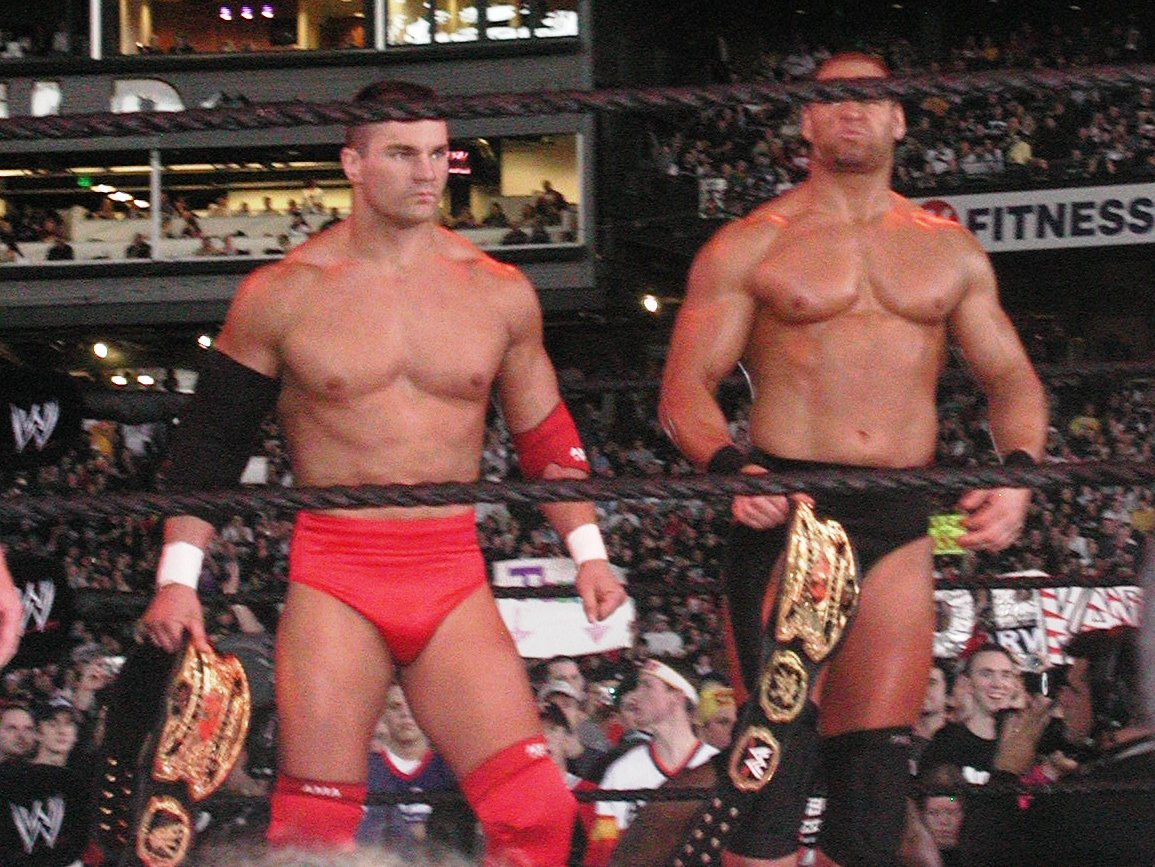
Sean Morley et Lance Storm en tant que Champions du monde par équipe de la WWE.

- British Wrestling Federation (BWF)
  - 1 fois champion de la BWF[5]
- Consejo Mundial de Lucha Libre (CMLL)
  - 1 fois champion du monde poids lourd du CMLL[8]
  - Tournoi Gran Prix 1997[11]
- Heartland Wrestling Association (HWA)
  - 1 fois champion par équipes de la HWA avec Steve Bradley[12]
- International Wrestling Association Puerto Rico (en) (IWA Puerto Rico)
  - 1 fois champion du monde par équipes de l'IWA Puerto Rico avec Ricky Santana[13]
- World Wrestling Council (WWC)
  - 3 fois champion du monde par équipes de la WWC avec Glamour Boy Shane (2 fois) et Rex King (1 fois)[14]
  - 2 fois champion du monde Télévision de la WWC[15]
- World Wrestling Federation / World Wrestling Entertainment (WWF / WWE)
  - 1 fois champion du monde par équipes de la WWE  avec Lance Storm [16]
  - 1 fois champion européen de la WWF[17]
  - 2 fois champion intercontinental de la WWF[18]

### Luchas de apuetas
| # | Résultat | Enjeu  | Adversaire (enjeu)                | Date         | Lieu           | Notes                               |
| - | -------- | ------ | --------------------------------- | ------------ | -------------- | ----------------------------------- |
| 1 | Victoire | Masque | Zumbido (masque)                  | 14 mars 1996 | Mexico Mexique | Sous le nom de The Love Machine #2. |
| 2 | Défaite  | Masque | Rayo de Jalisco Jr. (en) (masque) | 5 juin 1998  | Mexico Mexique | Sous le nom de Steele.              |

## Récompenses des magazines
- Pro Wrestling Illustrated

| Année | 1997 | 1998 | 1999 | 2000 | 2001 | 2002 | 2003 | 2004 | 2005 | 2006 | 2007 | 2008 | 2009 | 2010 |
| ----- | ---- | ---- | ---- | ---- | ---- | ---- | ---- | ---- | ---- | ---- | ---- | ---- | ---- | ---- |
| Rang  | 56   | 105  | 25   | 74   | 127  | 74   | 54   | 99   | 135  | 183  | 245  | 318  | 365  | 297  |